# سس بولونیزه
سس بولونیزه (ایتالیایی: Ragù bolognese) با نامِ کاملِ راگو آلا بولونز (ایتالیایی: Ragù Alla Bolognese؛ ‏تلفظ [raˈɡu alla boloɲˈɲe:se, -e:ze]) که انگلیسی‌زبان‌ها آن را بولونیز تلفظ می کنند (UK: ‎/ˌbɒləˈneɪz, -ˈnɛz/‎؛ ‏ US: ‎/ˌboʊlənˈjeɪz, -ˈniz/‎؛) یک سس بر پایه گوشت در غذاهای ایتالیایی است که خاستگاه آن شهر بولونیا است. معمولاً برای پوشاندن تالیاتله با راگو (tagliatelle al ragù) و لازانیا با بولونز (lasagne alla bolognese) استفاده می‌شود.
راگو آلا بولونز واقعی یک سس بر پایه گوشت است که به آرامی پخته می‌شود و تهیه آن شامل چندین تکنیک از جمله دم کردن، تفت دادن و آب‌پز کردن است. مواد تشکیل دهنده شامل سوفریتوی رایج شامل پیاز، کرفس و هویج، انواع مختلف گوشت گاو چرخ کرده یا ریز خرد شده، اغلب در کنار مقادیر کمی گوشت خوک چرب است. شراب سفید، شیر و مقدار کمی رب گوجه فرنگی یا گوجه فرنگی به آن اضافه می‌شود و سپس ظرف به آرامی به مدت طولانی می جوشد تا سس غلیظی به دست آید.
در خارج از ایتالیا، عبارت «سس بولونیزه» اغلب برای اشاره به سس مبتنی بر گوجه فرنگی استفاده می‌شود که گوشت چرخ کرده به آن اضافه شده‌است. چنین سس‌هایی معمولاً شباهت کمی به راگوی بولونیایی (راگو آلا بولونز) ایتالیایی دارند و در واقع بیشتر شبیه به راگوی ناپلی (راگو آلا ناپلتانا) از جنوب غنی از گوجه فرنگی این کشور هستند. اگرچه در خود ایتالیا راگو آلا بولونز را با اسپاگتی استفاده نمی‌کنند، بلکه بیشتر با ماکارونی مسطح، به‌ویژه تالیاتله استفاده می‌شود، با این جال نوع غیر اصیلی از این غذا موسوم به " اسپاگتی بولونز " به یک غذای محبوب در بسیاری از نقاط جهان تبدیل شده‌است.

## تاریخ
خاستگاه راگوی بولونی به غذای راگوت فرانسوی مربوط می‌شود، خورشی از مواد تشکیل دهنده که به قطعات کوچک تبدیل شده و در قرن هجدهم رایج شد.
اولین دستور تهیه شده برای راگو که با پاستا سرو می‌شد، مربوط به اواخر قرن هجدهم، ایمولا، نزدیک بولونیا، از آلبرتو آلویسی، آشپز کاردینال محلی بارنابا کیارمونتی (بعدها پاپ پیوس هفتم) است.
در سال ۱۸۹۱ پلگرینو آرتوسی دستور پخت راگو را که به عنوان بولونز شناخته می‌شود در کتاب آشپزی خود منتشر کرد. تصور می‌شود که دستور غذای آرتوسی، که او آن را ماکارونی بولونیایی (Maccheroni alla bolognese) نامید، از اواسط قرن نوزدهم، زمانی که او زمان قابل توجهی را در بولونیا گذراند، گرفته شده‌است (ماکارونی یک اصطلاح عمومی برای پاستا، هم خشک و هم تازه است). این سس شامل فیله گوشت گوساله بدون چربی به همراه پاستا، کره، پیاز و هویج بود. گوشت‌ها و سبزیجات باید ریز چرخ شده، با کره پخته می‌شوند تا گوشت‌ها قهوه ای شوند، سپس روی آنها را می‌گذارند و با آب گوشت می‌پزند. در این ترکیب سس گوجه فرنگی پیش‌بینی نشده بود. آرتوسی اظهار داشت که با افزودن تکه‌های کوچک قارچ خشک، چند تکه ترافل یا جگر مرغ پخته شده با گوشت و خرد شده، می‌توان طعم آن را دلپذیرتر کرد. به عنوان آخرین نکته، او همچنین پیشنهاد کرد که بعد از تمام شدن سس، نصف لیوان خامه را به سس اضافه کنید تا طعم آن نرم‌تر شود. آرتوسی توصیه کرد که این سس را با ماکارونی با اندازه متوسط ("دندان اسب") تهیه شده از گندم دوروم سرو کنید. قرار بود پاستا تازه درست شود، پخته شود تا سفت شود و سپس با سس و پنیر پارمیجیانو طعم دار شود.

## تکامل و گونه‌ها
با گذشت یک قرن بعد از زمانی که آرتوسی دستور پخت خود برای ماکارونی بولونی(Maccheroni alla bolognese) را ضبط و متعاقباً منتشر کرد، آنچه اکنون راگو بولونی(راگو آلا بولونز) نامیده می‌شود به تدریج مطابق با آشپزی هر منطقه تکامل یافته‌است. اصلی‌ترین تغییر در زمینه انتخاب نوع پاستا است که امروزه به‌طور گسترده از تالیاتله تازه استفاده می‌شود. یکی دیگر از موارد تکاملی از زمان پیدایش آن، افزودن گوجه فرنگی، چه به صورت پوره یا به صورت رب غلیظ، به ترکیب رایج مواد است. به‌طور مشابه، هم شراب و هم شیر امروزه در فهرست مواد تشکیل دهنده بسیاری از دستور العمل‌های معاصر دیده می‌شوند و گوشت گاو عمدتاً جایگزین گوشت گوساله به عنوان گوشت غالب شده‌است.
در سال ۱۹۸۲، آکادمی ایتالیایی آشپزی (Accademia Italiana della Cucina)، سازمانی که به حفظ میراث آشپزی ایتالیا اختصاص دارد، دستور العمل «راگوی کلاسیک بولونی» را در اتاق بازرگانی بولونیا (La Camera di Commercio di Bologna) ثبت و سپرده گذاری کرد. نسخه ای از دستور پخت آکادمی برای آشپزخانه‌های آمریکایی نیز منتشر شد. دستور آکادمی مواد تشکیل دهنده را شامل گوشت سینه گاو برش داده شده (cartella di manzo)، پانشیتای تازه دودی نشده (pancetta di maiale distesa)، پیاز، هویج، کرفس، پساتا (یا پوره گوجه فرنگی)، آب گوشت، شراب خشک (شراب بدون شکر)، شیر، نمک و فلفل تعریف می‌کند.
امروزه، حتی در میان سرآشپزهای بومی ایتالیایی، تنوع زیادی از دستور غذا وجود دارد، و این مجموعه توسط برخی از سرآشپزهای آمریکایی که به دلیل تخصص خود در غذاهای ایتالیایی شناخته شده‌اند، بیشتر گسترش یافته‌است.

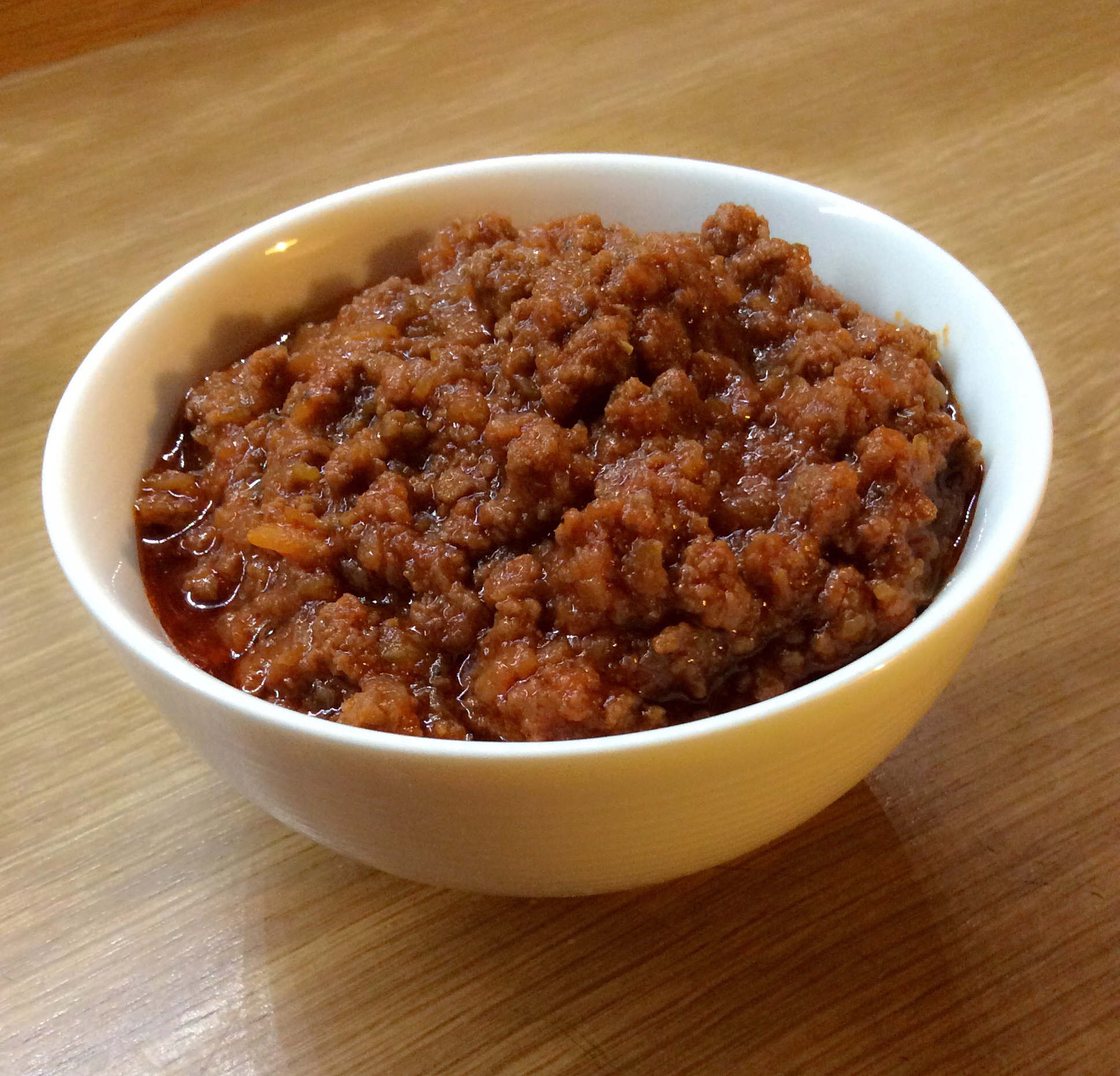
یک کاسه راگو بولونی

راگو بولونی (Ragù alla bolognese) سس پیچیده‌ای است که شامل تکنیک‌های مختلف پخت و پز از جمله دم کردن، تفت دادن و آب پز کردن می‌شود. به همین خاطر، تفسیر و انطباق آن توسط سرآشپزهای حرفه ای و آشپزهای خانگی به شدت شابع است. بیشترین تفاوت‌ها عبارتند از اینکه کدام گوشت (گوشت گاو، گوشت خوک یا گوساله) استفاده شود و مقدار نسبی آن‌ها، احتمال گنجاندن گوشت‌های پخته شده یا مشتقات گوشت، همچنین اینکه از کدام روغن در مراحل تفت دادن استفاده شود (چربی گوشت خوک، کره، زیتون یا روغن نباتی)، چه شکلی از گوجه فرنگی استفاده می‌شود (تازه، کنسرو شده یا رب)، ترکیب مایعات پخت و پز (شراب، شیر، آب گوجه فرنگی، یا آب گوشت) و ترتیب خاص افزودن آنها.
تغییرات متعدد در بین دستور العمل‌های راگوی بولونی (راگو آلا بولونز) بسیاری را به جستجوی یک دستور العمل قطعی و معتبر سوق داده‌است. برخی از اشخاص دستور تهیه شده توسط آکادمی آشپزی ایتالیا (Accademia Italiana della Cucina) در سال ۱۹۸۲ را به عنوان «اصیل ترین» پیشنهاد کرده‌اند.
با این حال، این پیشنهاد با اعتقادات و اظهارات خود آکادمی در مورد وفادار ماندن به سنت در مستندسازی و حفظ میراث آشپزی ایتالیا ناسازگار است. سرآشپز متولد میلان، ماریو کاراملا، اظهار داشت: «در ایتالیا، چندین دستور العمل سنتی ازتالیاته با راگوی بولونی (tagliatelle al ragù alla bolognese) با تغییرات کم و بیش جزئی وجود دارد.» به گفته فیلیسیتی کلوک، نویسنده کتاب آشپزی و نویسنده غذا در بریتانیا، «واقعیت این است که هیچ دستور العمل قطعی برای سس گوشت بولونی وجود ندارد، اما برای اینکه شایسته این نام باشد، باید به سنت‌های منطقه احترام بگذارد»، دیدگاهی که با آنچه اغلب توسط آکادمی آشپزی ایتالیا بیان می‌شود مطابقت دارد.
بسیاری از گونه‌های مختلف یک ساختار اصلی مشترک دارند. به عنوان مثال، سیر در تمام دستور العمل‌های ذکر شده در بالا وجود ندارد، همچنین گیاهانی، مانند برگ بو، که برخی از آنها به‌طور معمول استفاده می‌کنند، نیز بکار نمی‌روند. چاشنی به نمک، فلفل و گهگاهی جوز هندی محدود می‌شود. در تمام دستور العمل‌ها، گوشت به عنوان ماده اصلی غالب است، در حالی که گوجه فرنگی، به هر شکلی از آن، تنها یک ماده کمکی است.

## سرو و استفاده سنتی

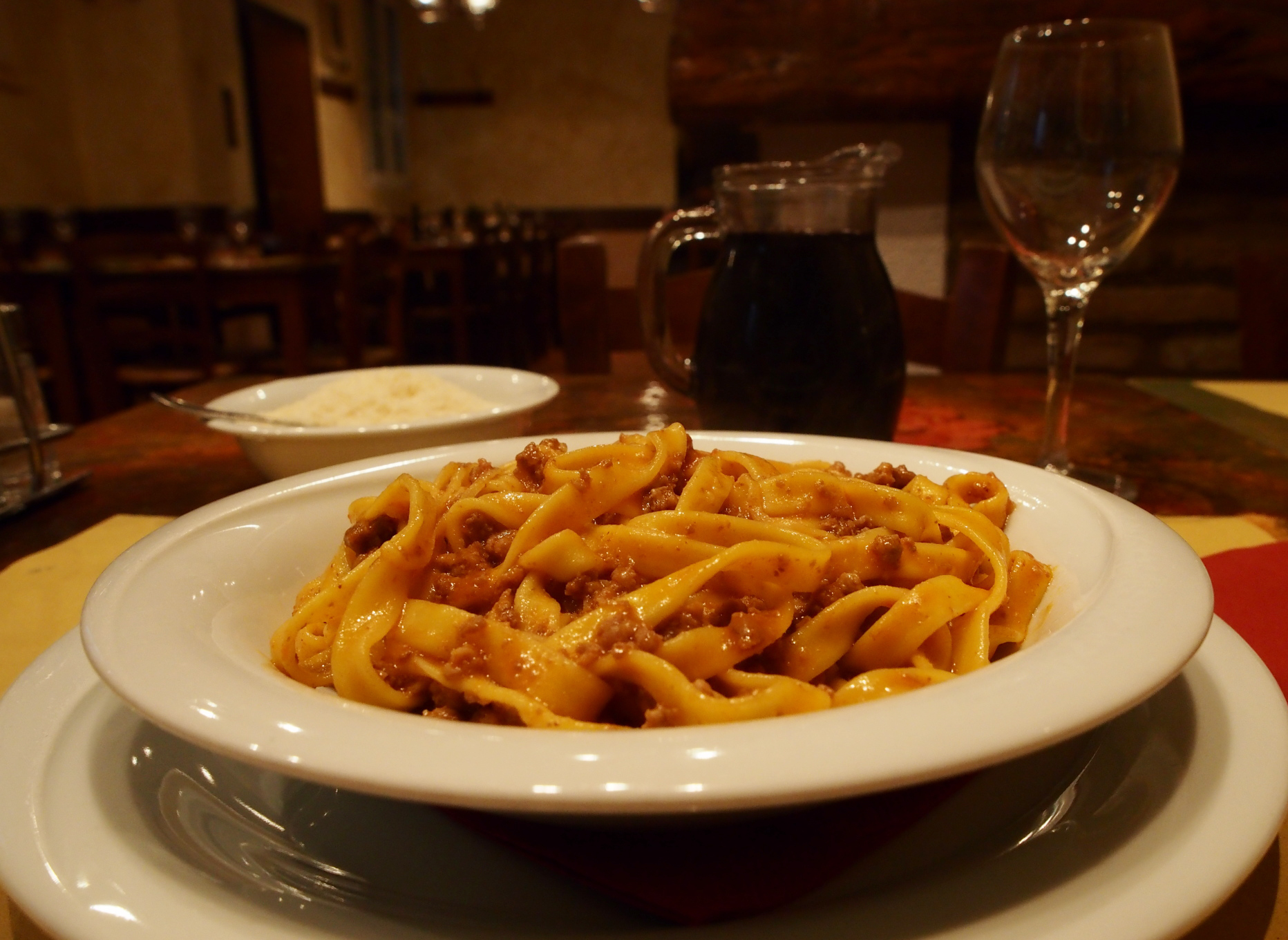
تالیاتله با راگو که در بولونیا سرو می‌شود

در بولونیا راگو به‌طور سنتی همراه با با تالیاتله تهیه شده با تخم مرغ و آرد گندم نرم شمال ایتالیا سرو می‌شود. جایگزین‌های قابل قبول برای تالیاتله تازه شامل سایر شکل‌های ماکارونی پهن و مسطح مانند پاپاردله یا فتوچینی، و شکل‌های لوله‌ای مانند ریگاتونی و پنه است. در حالی که ترکیب راگو با تالیاتله تازه سنتی‌ترین و معتبرترین روش در غذاهای بولونی است، برخی - مانند پیرو والدیسرا - به نفع استفاده از ترکیب گسترده بین‌المللی آن، می‌خواهند مصرف آن با اسپاگتی را تبلیغ کنند، حتی سعی دارند وانمود کنند که مصرف آن با اسپاگتی چندان هم با سنت محلی بیگانه نیست.
از راگوی بولونی (Ragù alla bolognese) به همراه بشامل برای تهیه لازانیا پخته سنتی به سبک بولونی نیز استفاده می‌شود.

## اسپاگتی بولونز

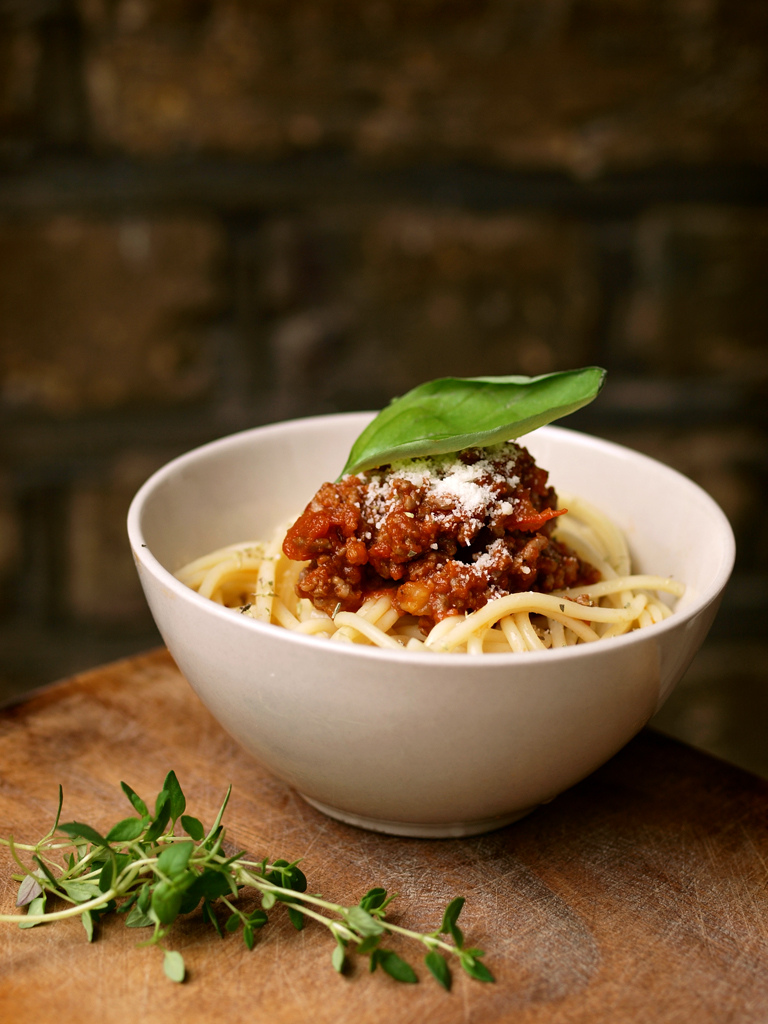
اسپاگتی بولونز با آویشن و ریحان

اسپاگتی بولونیزه (گاهی اوقات اسپاگتی آلا بولونیزه نیز نامیده می‌شود) یک غذای پاستا است که در خارج از ایتالیا رایج است، اما جزو غذاهای سنتی بولونی یا حتی به‌طور کلی ایتالیایی نیست. زمانی که ایتالیایی‌ها در خارج از کشور با آن مواجه می‌شوند، به‌طور کلی این غذا را غیراصیل می‌دانند.
این غذا شامل اسپاگتی است که با سس تهیه شده از گوجه فرنگی، گوشت گاو چرخ کرده، سیر، شراب و گیاهان سرو می‌شود. گاهی اوقات گوشت گاو چرخ کرده را می‌توان با سایر گوشت‌های چرخ کرده جایگزین کرد. از این نظر، سس در واقع بیشتر شبیه راگوی ناپلی از جنوب ایتالیا است تا نسخه شمالی بولونی راگو.
این غذا اغلب با پارمزان رنده شده سرو می‌شود، اما از پنیرهای محلی مانند چدار رنده شده نیز استفاده می‌شود. ممکن است با نسبت بیشتری از سس به پاستا نسبت به غذاهای اصیل ایتالیایی اسپاگتی سرو شود. سس ممکن است روی ماکارونی گذاشته شود (به جای اینکه به روش ایتالیایی با آن مخلوط شود) یا حتی در ظرفی جدا از آن سرو شود و به مصرف‌کنندگان اجازه می‌دهد که آن را خودشان مخلوط کنند.
منشأ این غذا نامشخص است، اما ممکن است در چارچوب مهاجرت اوایل قرن بیستم ایتالیایی‌های جنوبی به قاره آمریکا (به‌ویژه ایالات متحده) به‌عنوان نوعی آمیختگی متأثر از سبک غنی از گوجه‌فرنگی راگوی ناپلی شکل گرفته باشد. یا ممکن است در رستوران‌های مهاجران ایتالیایی در بریتانیا در دوران پس از جنگ توسعه یافته باشد. اولین اشاره به این ترکیب در کتاب دستور العمل‌های عملی ایتالیایی برای آشپزخانه‌های آمریکایی، نوشته جولیا لاوجوی کانیبرتی در سال ۱۹۱۷، منتشر شد و برای جمع‌آوری کمک‌های مالی برای خانواده‌های سربازان ایتالیایی، در زمان جنگ جهانی اول منتشر شد. در این کتاب سس بولونز برای «ماکارونی یا اسپاگتی» توصیه شده‌است. استفاده از این دومی (یعنی اسپاگتی) در واقع از مدتها قبل در ایالات متحده رواج یافته بود، برخلاف تالیاتله، که به‌طور سنتی بصورت تازه تهیه می‌شود و به دلیل شکنندگی قوامش، صادراتش دشوار بود. در کشورهایی که این غذا رایج شده، سس را اغلب برای لازانیا به کار می‌برند برخلاف بولونیا و جاهای دیگر ایتالیا که بصورت راگوی بولونی (ragù alla bolognese) استفاده می‌شود.

## بیشتر خواندن
- Hazan, Marcella کتاب آشپزی کلاسیک ایتالیایی Knopf.شابک ‎۰−۳۹۴−۴۰۵۱۰−۲شابک 0-394-40510-2